# کامیش-اوزیاک
کامیش-اوزیاک (انگلیسی: Kamysh-Uzyak) یک شهرک در شهرستان زیلایرسکی استان باشقیرستان کشور روسیه است.